# Stanley Peart
William Stanley Peart (31 mars 1922 - 14 mars 2019) est un médecin et chercheur clinique britannique qui est le premier à démontrer la libération de noradrénaline après la stimulation du Système nerveux sympathique.

## Biographie
Peart est le fils du footballeur et manager du Fulham Football Club Jack Peart et de Margaret Joan Fraser,.
Peart fait ses études à la King's College School Bradford Grammar School et à la St Mary's Hospital Medical School (qui fait maintenant partie de l'Imperial College School of Medicine).
Le principal intérêt de recherche de Peart porte sur la médecine rénale et en particulier sur un système hormonal qui régule la pression artérielle et l'eau appelé système rénine-angiotensine.
Il est le premier à purifier l'hormone peptidique angiotensine et à déterminer sa structure. Il isole ensuite l'enzyme rénine - qui catalyse la production d'angiotensine - et mène des travaux pour étudier le contrôle de sa libération dans l'organisme. Peart est également reconnu comme étant le moteur du développement du programme de transplantation rénale au St Mary's Hospital de Paddington, à Londres.
Peart est président de la Medical Research Society pendant plus d'une décennie et plus tard membre du Conseil de la recherche médicale. Il est également administrateur du Wellcome Trust, où il dirige leur premier panel clinique.
Peart est élu membre de la Royal Society (FRS) en 1969. Il est anobli en 1985. Il reçoit la Médaille Buchanan de la Royal Society en 2000 "pour sa contribution aux fondements de la compréhension du système rénine-angiotensine notamment à travers ses travaux fondateurs sur l'isolement et la détermination de la structure de l'angiotensine, la purification de la rénine, et des études ultérieures sur le contrôle de la libération de rénine".
En 1947, Peart épouse Peggy Parkes, une infirmière à l'Hôpital St Mary.